# Daniel Skerl
Daniel Skerl, né le 21 mars 2003 à Trieste, est un coureur cycliste italien, spécialiste du sprint.

## Biographie
Daniel Skerl est originaire de Trieste, dans le nord-est de l'Italie. Il commence le cyclisme par le VTT en 2013. En 2019, il s'essaie à la route et à la piste. Il court chez les juniors (moins de 19 ans) au sein de l'UC Pordenone, mais ses deux années juniors (2020 et 2021) sont marquées par un faible nombre de courses en raison de la pandémie de covid-19.
Avec son passage chez les espoirs (moins de 23 ans), Skerl rejoint l'équipe continentale Cycling Team Friuli en 2022. Elle sert d'équipe de développement de la structure World Tour Bahrain Victorious. Il remporte sa première victoire dans une course internationale lors du Tour Alsace en juillet 2023, où il gagne la deuxième étape à l'issue d'un sprint massif. Le 10 août, il gagne une étape du Tour de Szeklerland. Lors de La Popolarissima 2024, il remporte pour la première fois une course d'un jour. Fin mai, il s'impose à nouveau, certe fois sur une étape de la Ronde de l'Oise.
Pour la saison 2025, il rejoint l'équipe Bahrain Victorious, après avoir été stagiaire dans la seconde partie de la saison 2024.

## Palmarès
- 2023
  - 1re étape du Tour Alsace
- 2024
  - G.P. Misano 100 Open Games
  - La Popolarissima
  - 2e étape de la Ronde de l'Oise
  - 1re étape du Tour de Szeklerland
  - 2e de la Ronde de l'Oise

## Classements mondiaux
| Année                                 | 2022  | 2023  | 2024 |
| ------------------------------------- | ----- | ----- | ---- |
| Classement mondial                    | 2511e | 1666e | 708e |
| UCI Europe Tour                       | 1535e | nc    | nc   |
|                                       |       |       |      |
| Légende : nc = non classéSource : UCI |       |       |      |